# Ody Roos
Ody Roos (Mamer, 30 de maig de 1944) és un productor i director de cinema luxemburguès.

## Filmografia

### Com a director
- Point mort (1984)
- Les enfants de nulle part (1976)
- Les bulles du cardinal (1968)
- Pano ne passera pas (1968)

### Com a productor
- El Ayel (2005)
- Schacko Klak (1991)
- Les récits de la nuit (1981)
- Eclipse sur un ancien chemin vers Compostelle (1978)
- Lamento (1977)
- L'Eden-Palace (1977